# Артур Сирк
Артур Сирк (ест. Artur Sirk; Пруна, 25. септембар 1900 – 2. август 1937) је био естонска политичка и војна личност. Ветеран борбе за независност земље, Сирк је касније постао водећа личност унутар десничарског "Вапс" покрета и отворени противник владе.

## Ране године
Сирк је родом из руралног Јервена, био је из скромног порекла, јер је био син фармера. Као студент био је међу првима који су се добровољно пријавили да се боре против мобилизирајуће Црвене армије у естонском рату за независност.
Након рата Сирк је демобилисан и отишао је на Универзитет у Тарту да студира право, пре него што се 1923. пријавио у естонску војску где му је дозвољено да заврши студије. Напуштајући војску 1926. отишао је да ради у правној фирми Теодора Роука, који је накратко био министар унутрашњих послова Естоније 1924. Сирк се убрзо укључио и у политику, у почетку са Партијом насељеника, десничарску групу коју је предводио Илмар Раамот. кога је Сирк познавао и из школских и из војних дана.

## Покрет Вапс
Сирк се придружио Лиги естонских демобилисаних војника (ест.. Eesti Demobiliseeritud Sõjaväelaste Liit) након њеног формирања 1921. године и њеном наследном покрету, Унија учесника у естонском рату за независност (ест.. Eesti Vabadussõjalaste Liit), бивајући именован за заменика председника групе на генералном састанку Генералног скупа 10. октобра 1926. Обе ове групе нису имале много амбиција осим да буду удружења бивших војника, међутим Сирк је желео централизованију структуру и у том циљу је основао Вапс покрет (ест. Eesti Vabadussõjalaste Keskliit), 1929. године. Док је председавајући нове групе био генерал Ернст Пидер, Сирк је био тај који је израдио нацрт његовог статута, укључујући садржану обавезу руковођења омладином у земљи за покрет, а такође је обезбедио место у извршној власти од осам чланова изабраној на првом Вапс националном конгресу 26. јануара 1930. у Талину.
Сирков говор на њиховој конференцији 1932. дао је подстицај за промену правца јер је позвао на странку која би могла да искористи иницијативу грађана да обезбеди прелазак на ауторитаризам. Вапс је усвајао све више паравојни стил који је одражавао многе карактеристике фашистичких покрета који су расли другде у Европи и Сирк, који је био талентовани говорник и харизматични демагог, убрзо је препознат као покретачка снага покрета. Група је дошла близу власти 1933. пре него што ју је следеће године забранио Константин Патс.  Влада је тврдила да су Андрес Ларка, Сирк и друге водеће личности Вапса спремале да покрену државни удар иако је у овом случају било мало доказа да су те оптужбе тачне. Без обзира на то, Сирк је био један од бројних вођа Вапса које је ухапсио Патсов режим, али је побегао из затвора и побегао у Финску.
Између 1934. и 1935. управљао је активностима Вапса из своје финске базе и чак се укључио у заверу за свргавање естонске владе са својим савезницима у Покрету Лапуа. Планови за оружану побуну против Патса су направљени, али их је у децембру 1935. открила полиција државне безбедности, а главне коловође су ухапшене. Сирк међутим није био међу ухапшенима јер је поново успео да побегне и овог пута се настанио у Луксембургу.

## Смрт
ирк је преминуо након пада са прозора хотела у Ехтернаху у околностима које су за неке коментаторе до данас остале сумњиве. Естонски историчари, укључујући Пусту и Томингаса, тврдили су да је смрт била чин дефенестрације од стране агената Патса, иако је локална полиција у Луксембургу навела да се радило о самоубиству. Сиркова сахрана одржана је у Хелсинкију 9. октобра. Похвални говор је одржао Елиас Симојоки, док је стотине чланова Симојокијевог покрета и Академског друштва Карелије били присутни. Аугуст Јегер, присутни естонски националиста, окривио је за Сиркову смрт естонску владу, помажући да се отпочне историјска дебата о смрти.